# ぶんぷくちゃがま大魔王
『ぶんぷくちゃがま大魔王』（ぶんぷくちゃがまだいまおう）は、井上三太による日本の漫画作品。

## 概要
『ヤングサンデー』（小学館）において、1990年3号から13号まで連載された。著者初の連載である。
巻末には松本大洋との対談が収録されている。

## 書誌情報
- BNN 1992年3月　ISBN 489369152X
- 同文書院 1996年2月　ISBN 4810392058
- 祥伝社フィールコミックス　1999年10月30日ISBN 4-39-677003-0